# Olsberg AG
| AG ist das Kürzel für den Kanton Aargau in der Schweiz. Es wird verwendet, um Verwechslungen mit anderen Einträgen des Namens Olsberg zu vermeiden. |

Olsberg (schweizerdeutsch: Olschprg ˈɔlʃˌpəɾɡ) ist eine Einwohnergemeinde im Schweizer Kanton Aargau. Sie gehört zum Bezirk Rheinfelden, liegt im Westen der Region Fricktal rund drei Kilometer südlich der Grenze zu Deutschland und grenzt an den Kanton Basel-Landschaft.

## Geographie
Das Dorf liegt im Tal des Violenbachs, in der Übergangszone zwischen Tafeljura und Oberrheinischer Tiefebene. Es ist in doppelter Hinsicht zweigeteilt. Der Bach, der in nordwestlicher Richtung durch das Dorf fliesst, ist gleichzeitig die Kantonsgrenze. Der kleinere Dorfteil im Süden, auch «Ländli» genannt, gehört zur Gemeinde Arisdorf im Kanton Basel-Landschaft. Der nördliche aargauische Dorfteil liegt am Fusse des 469 Meter hohen Schönenbergs. Drei Kilometer südsüdöstlich des Dorfzentrums (zwischen Nusshof und Hersberg) befindet sich eine Exklave. Diese ist unbewohnt und bewaldet und umfasst einen Teil des Osthangs des Eileten (626 m ü. M.) mit dem Bowald.
Die Fläche des Gemeindegebiets beträgt 461 Hektaren, davon sind 280 Hektaren bewaldet und 26 Hektaren überbaut. Der höchste Punkt liegt auf 571 m ü. M. im Nordwesten der Bowald-Exklave, der tiefste auf 316 m ü. M. am Violenbach. Nachbargemeinden sind Kaiseraugst im Westen, Rheinfelden im Norden, Magden im Osten und Arisdorf im Süden. Die Exklave grenzt ausserdem an Hersberg und Nusshof.

## Geschichte

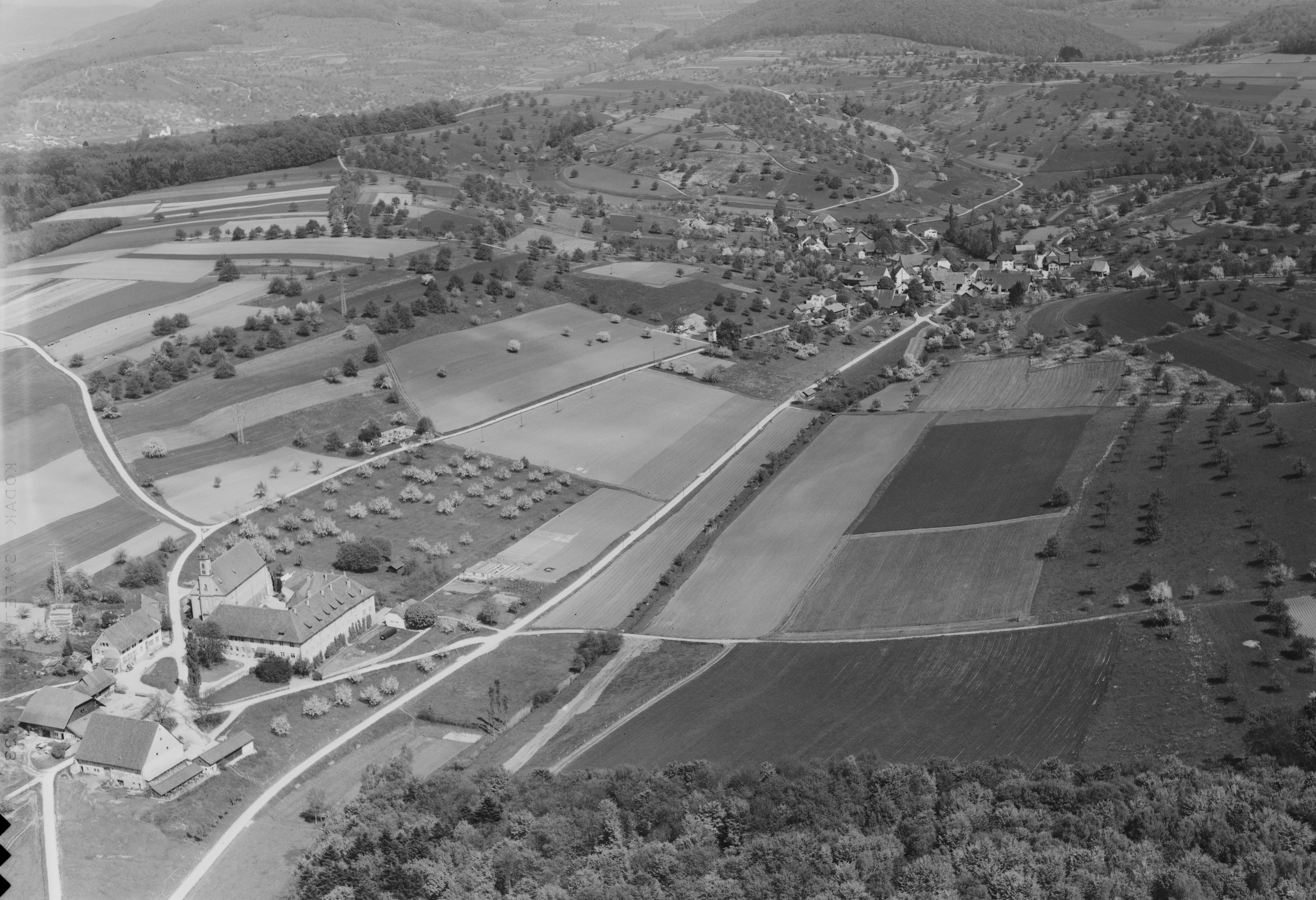
Luftbild (1965)

Die ersten Siedlungsspuren stammen aus der Jungsteinzeit vor etwa 4000 Jahren und wurden auf dem «Hölzli» entdeckt. Während der Römerzeit existierte mindestens ein Gutshof, der die wenige Kilometer entfernte Stadt Augusta Raurica versorgte. Bei Grabungen kamen ein Herd, Keramikstücke und eine Münze zum Vorschein. Bewohnt war das Gebäude von der Mitte des 1. bis mindestens zur zweiten Hälfte des 3. Jahrhunderts. Die Alamannen siedelten sich hier ungefähr im 8. oder 9. Jahrhundert an. Die erste urkundliche Erwähnung von Olsperg erfolgte im Jahr 1236 im Zusammenhang mit der Gründung des Zisterzienserklosters Hortus Dei, dem heutigen Stift Olsberg, das die Geschicke des Dorfes mehr als fünfhundert Jahre lang prägte. Der Ortsname stammt vom althochdeutschen Olesbërg und bedeutet «Ölberg», hat also eindeutig einen religiösen Bezug.
Im Mittelalter verlief die Grenze zwischen dem Frickgau und dem Sisgau dem Violenbach entlang. Der grössere Dorfteil im Frickgau gelangte im 11. Jahrhundert zur Grafschaft Rheinfelden. Ab 1218 war er im Besitz der Staufer und ab 1273 Reichsgut, bis er 1442 an die Habsburger gelangte. Der kleinere Dorfteil im Sisgau gelangte 1461 in den Besitz der Stadt Basel, war bis 1882 eine eigenständige Gemeinde Olsberg BL und fusionierte dann mit Arisdorf. Die Habsburger verpfändeten nach dem Waldshuterkrieg von 1468 das gesamte Fricktal an Burgund. Als die Burgunder von den Eidgenossen während der Burgunderkriege vernichtend geschlagen worden waren, kam Olsberg 1477 wieder unter österreichische Herrschaft.
Als Folge der Reichsreform des österreichischen Kaisers Maximilian I. gehörte Olsberg ab 1491 zu Vorderösterreich und lag in der Landschaft Möhlinbach, einer untergeordneten Verwaltungseinheit der Kameralherrschaft Rheinfelden (ab 1752 im Oberamt Breisgau). 1525, während des Bauernkriegs, wurde das Kloster von den Bewohnern Olsbergs und mehrerer Nachbardörfer geplündert und blieb in der Folge bis 1558 verwaist. Im 17. Jahrhundert gab es kaum längere Friedenszeiten. Der Rappenkrieg, ein Bauernaufstand, dauerte von 1612 bis 1614. Der Dreissigjährige Krieg, der zwischen 1633 und 1638 auch das Fricktal erfasste, warf Olsberg in seiner wirtschaftlichen Entwicklung zurück. Schwedische Truppen plünderten 1632 zweimal das Kloster und suchten auch das Dorf heim. Auch während des Pfälzischen Erbfolgekriegs (1688–1697) zogen fremde Truppen durch die Region.
1797 wurde das Fricktal nach dem Frieden von Campo Formio ein französisches Protektorat. Während des Zweiten Koalitionskrieges verlief hier die Frontlinie zwischen den Armeen Frankreichs und Österreichs. Am 20. Februar 1802 wurde Olsberg eine Gemeinde im Distrikt Rheinfelden des Kantons Fricktal, der sich im August der Helvetischen Republik anschloss. Seit dem 19. Februar 1803 gehört die Gemeinde zum Kanton Aargau. Nachdem das Kloster bereits 1790 in ein weltliches Damenstift umgewandelt worden war, hob der neu gegründete Kanton Aargau im Jahr 1803 das Kloster endgültig auf und richtete eine höhere Bildungsanstalt für Frauen ein. 1846 wurde eine Erziehungsanstalt eingerichtet, die in modernisierter Form bis heute besteht. Zwischen 1900 und 1970 nahm die Bevölkerungszahl Olsbergs um über ein Fünftel ab. Doch dann wandelte sich das Dorf in zunehmendem Masse zu einer beliebten Wohngemeinde, da immer mehr Menschen aus der Region Basel hierher zogen.

## Wappen
Die Blasonierung des Gemeindewappens lautet: «Unter rot-weiss geschachtem Schildhaupt in Grün weisse Rose.» Das Wappen wurde 1953 eingeführt und erinnert an die Bedeutung, die das Kloster einst innehatte. Das rot-weisse Schildhaupt ist das Symbol des Zisterzienserordens, während die Rose an den «Gottesgarten» erinnert, wie die Nonnen ihr Kloster nannten.

## Sehenswürdigkeiten

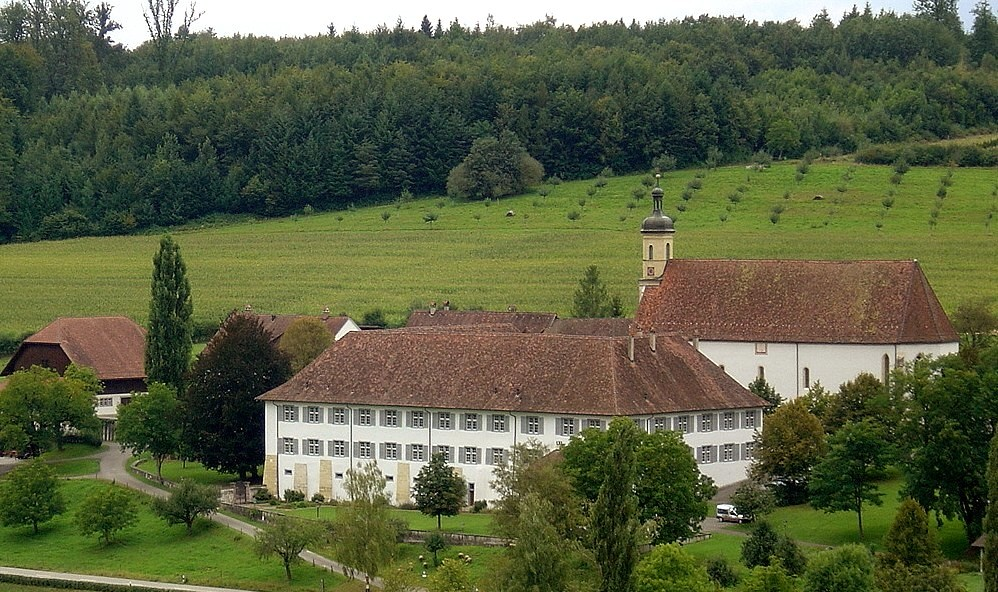
Stift Olsberg

Knapp einen Kilometer westlich des Dorfes befindet sich das Stift Olsberg, ein ehemaliges Zisterzienserinnenkloster, das im Jahr 1236 gegründet und 1803 aufgehoben wurde. Die Anlage umfasst die Stiftskirche, das Konventgebäude, das Pfarrhaus, die Klosterscheune und weitere Nebenbauten. Heute dient das Konventgebäude als Schulheim für Kinder mit Lern- und Verhaltensschwierigkeiten.
Seit 2006 veranstaltet die in Olsberg wohnhafte argentinische Cellistin Sol Gabetta in der Stiftskirche jährlich das SOLsberg-Kammermusikfestival.

## Bevölkerung
Die Einwohnerzahlen entwickelten sich wie folgt:
| Jahr      | 1768 | 1850 | 1900 | 1930 | 1950 | 1960 | 1970 | 1980 | 1990 | 2000 | 2010 | 2020 |
| Einwohner | 128  | 248  | 259  | 244  | 230  | 218  | 205  | 265  | 314  | 374  | 370  | 356  |

Am 31. Dezember 2023 lebten 367 Menschen in Olsberg, der Ausländeranteil betrug 15,3 %. Bei der Volkszählung 2015 bezeichneten sich 34,8 % als reformiert, 14,9 % als römisch-katholisch und 7,6 % als christkatholisch; 42,7 % waren konfessionslos oder gehörten anderen Glaubensrichtungen an. 96,3 % gaben bei der Volkszählung 2000 Deutsch als ihre Hauptsprache an und 1,6 % Französisch.

## Politik und Recht
Die Versammlung der Stimmberechtigten, die Gemeindeversammlung, übt die Legislativgewalt aus. Ausführende Behörde ist der fünfköpfige Gemeinderat. Er wird im Majorzverfahren vom Volk gewählt, seine Amtsdauer beträgt vier Jahre. Der Gemeinderat führt und repräsentiert die Gemeinde. Dazu vollzieht er die Beschlüsse der Gemeindeversammlung und die Aufgaben, die ihm vom Kanton zugeteilt wurden. Für Rechtsstreitigkeiten ist in erster Instanz das Bezirksgericht Rheinfelden zuständig. Olsberg gehört zum Friedensrichterkreis XIV (Rheinfelden).
Mit der deutschen Stadt Olsberg im Hochsauerlandkreis besteht seit 1974 eine Gemeindepartnerschaft.

## Wirtschaft
In Olsberg gibt es gemäss der im Jahr 2015 erhobenen Statistik der Unternehmensstruktur (STATENT) rund 110 Arbeitsplätze, davon 25 % in der Landwirtschaft, 4 % in der Industrie und 71 % im Dienstleistungssektor. Der mit Abstand grösste Arbeitgeber ist das Schulheim im Stift Olsberg. Die meisten Erwerbstätigen sind Wegpendler und arbeiten in den grösseren Gemeinden des Fricktals und in der Agglomeration der Stadt Basel.

## Verkehr
Olsberg liegt zwar abseits des Durchgangsverkehrs, ist aber über die Kantonsstrasse 498 zwischen Magden und Augst leicht zu erreichen. Eine Nebenstrasse führt nach Arisdorf. Dort befindet sich eine Anschlussstelle der Autobahn A2. 

### Öffentlicher Verkehr
Die Anbindung an das Netz des öffentlichen Verkehrs erfolgt durch die Postautolinie zwischen Magden und Giebenach, es bestehen Anschlüsse zum Bahnhof Rheinfelden bzw. nach Pratteln.
- 99 Giebenach – Olsberg – Magden, Post

## Bildung
Die Gemeinde verfügt über einen Kindergarten und eine Primarschule. Die Realschule, die Sekundarschule und die Bezirksschule können in Rheinfelden besucht werden. Aufgrund einer interkantonalen Vereinbarung können Jugendliche aus Teilen des Fricktals das Gymnasium in Muttenz (Kanton Basel-Landschaft) oder in Basel absolvieren.

## Besonderheit
Obwohl der südliche Ortsteil zur Gemeinde Arisdorf (BL) gehört, sind diese Gebäude der Postleitzahl von Olsberg zugeordnet.